# سالم الرميضي
سالم الرميضي هو شاعر كويتي.

## النشأة
ولد سالم خالد مجبل بن ساير الرميضي في منطقة الرميثية في محافظة حولي بدولة الكويت. في بيت شعر وأدب وثقافة فوالده هو د.خالد الرميضي شاعر وأستاذ أصول التربية بجامعة الكويت . تلقى سالم تعليمه الابتدائي مناصفة بين مدرسة الشهداء الكائنة بمنطقة الرميثية، ومدرسة دار التوحيد الإسلامية في ولاية بنسلفانيا بمدينة بتسبيرغ في الولايات المتحدة الأمريكية. ثم انتقل بعد ذلك ليدرس جزءا من تعليمه الإعدادي بمدينة مانشيستر بالمملكة المتحدة، ثم ليكمل باقي دراسته في مدرسة المعهد الديني بمنطقة قرطبة بالكويت. وهناك أكمل التعليم الثانوي، وانتقل إلى المدينة المنورة ليتلقى العلوم الشرعية. ثم التحق بجامعة الكويت بكلية الآداب تخصص اللغة العربية.

## السيرة
كان أول ظهور إعلامي للشاعر سالم الرميضي هو يوم قام ليلقي قصيدته (مكانتي بين الشعراء) في رابطة الأدباء أثناء فوزه بها بالمركز الأول بجائزة رجل الأعمال أحمد الحمد.
ويمكن أن نضع بعض انجازاته بالنقاط التالية:_
- مصنف كتاب (المساجلات في عيون الشعر) جمع واعداد كتاب مطبوع سنة 2006
- مؤلف كتاب (بريق الماس) ديوان شعر مطبوع 2011

ممثل دولة الكويت الرسمي بأكثر من فعالية شعرية خارجية منها:_
-  مهرجان دوز الدولي بمدينة دوز بالجمهورية التونسية وكان شاعر دولة الكويت الوحيد في ذلك الوفد بتاريخ 27/12/2010.
- وأمسية (تحية إلى الجولان) بمدينة دمشق بالجمهورية السورية.
- وأمسية شعرية بإمارة الشارقة بالإمارات العربية تابعة للاسبوع الثقافي الخليجي الأول.
- وأمسية شعرية بمدينة جدة بالمملكة العربية السعودية.
- وأمسية بمدينة داريا بالمركز الثقافي العربي بالجمهورية السورية حملت عنوان (لغة الضاد أصالة وتجدد).
- وأمسية بمدينة مسقط بسلطنة عمان في الاسبوع الثقافي الكويتي العماني.

## جوائزه
فائز في جائزة:
1. أحمد الحمد للشعر الفصيح 2008 بقصيدة (مكانتي بين الشعراء).
2. الشيخة باسمة المبارك الصباح للشعر الفصيح 2010 بقصيدة (في مدح المصطفى).
3. نجم الجامعة للشعر الشعبي 2010 بقصيدة (الشفرة).
4. المسابقة الشعرية الأولى للشعر الفصيح بجامعة الكويت 2010 بقصيدة (ثرثارة الصمت).
5. الهيئة العامة للشباب للشعر الشعبي 2011 بقصيدة (لعبة الشطرنج).
6. الأديب الراحل أحمد السقاف للشعر الفصيح بقصيدة (انعكاس الأضواء).

## روابط خارجية
- السيرة الذاتية الكاملة
- خبر اختراع قصيدة الوصل الممنوع عبر وكالة أنباء الشعر
- لقاء صحفي عبر وكالة انباء عرار